# Juin 1833

## Événements
- 5 juin : le commandant des troupes d’Oran Desmichels s’empare d’Arzew.

- 8 juin, France : la duchesse de Berry est embarquée sur l’Agathe pour être transportée de Blaye à Palerme.

- 20 juin, France : Thiers est élu à l'Académie française.

- 21 juin, France : la statue de Napoléon est replacée sur la colonne de la place Vendôme.

- 22 juin, France :
  - loi sur l'organisation des conseils généraux de département et des conseils d'arrondissement, par la voie de l'élection, avec adjonction des capacités portées sur la seconde liste du jury aux possesseurs du cens électoral politique, et fixation d'un minimum pour le nombre des électeurs;
  - Rambuteau est nommé préfet de la Seine.

- 26 juin, France : clôture de la session parlementaire de 1833.

- 27 juin, France :
  - loi ouvrant un crédit de 93 millions pour l’achèvement de certains monuments parisiens (17 millions : Palais Bourbon, Arc de triomphe de l'Étoile, Église de la Madeleine, le Panthéon, le Muséum, l’École royale des Beaux-Arts), pour la construction de canaux (44 millions), l’achèvement de routes royales (17 millions), la construction de routes stratégiques dans l’Ouest (12 millions). À Paris, Rambuteau, préfet de la Seine (1833-1848), va réaliser de nombreux travaux d'embellissement et d’assainissement de la capitale : percement de la rue qui porte son nom, achèvement de l’arc de triomphe, éclairage au gaz;
  - loi pour des études sur les chemins de fer du 27 juin 1833 autorisa l'émission de 5 millions de rentes 5 p. %, en prononçant l'annulation d'une même quantité de rentes sur celles qui avaient été rachetées par l'amortissement. Cette émission a produit 93,852,000 fr.

- 28 juin, France : loi Guizot sur l’enseignement primaire. Création d’un enseignement primaire public (chaque département doit entretenir une école normale d’instituteurs, chaque commune doit entretenir une école primaire, soit en en créant, soit en en subventionnant une), liberté de l’enseignement primaire. « L’instruction primaire comprend nécessairement l’instruction morale et religieuse, la lecture, l’écriture, les éléments de la langue française et du calcul, le système légal des poids et mesures. »
  - Au nord d’une ligne Le Havre-Genève, l’équipement scolaire est bon. Les besoins sont couverts à 90 % dans le Haut-Rhin, à 10 à 30 % de la Normandie aux Landes, à 30 à 40 % en Provence, Languedoc, vallée du Rhône et seulement 10 % dans le Massif central. Un quart de la population ne parle pas le français, la moitié est bilingue, un quart est francophone (nord-est).

- 29 juin, France : loi pour la concession d'un chemin de fer d'Alais à Beaucaire[1].

## Naissance en juin 1833
- 1er juin : Heinrich Thurnes, peintre portraitiste autrichien